# CG(X) (крайцер)
Програма CG(X), също известна и като Програма за създаване на крайцер от ново поколение е програма на ВМС на САЩ за замяната на 22 ракетни крайцера от типа „Тикондерога“ след 2017 г. Първоначално е планирано построяването на 18 – 19 кораба, основаващи се проекта за 13 150-тонния разрушител от типа „Зумвалт“, но с подсигуряването на ПРО и териториалната ПВО, през 2010 г. програмата е отменена. В Четиригодишната прогноза на Министерството на отбраната на САЩ (на английски: Quadrennial Defense Review) задачите по ПРО и ПВО ще бъдат възложени на модернизираните разрушители от типа „Арли Бърк“. Такова решение е прието след като командването на военноморските сили на САЩ стига до извода, че корабите могат да използват данните, получавани от външни датчици и сензори с космическо базиране и, следователно, не се нуждаят от радар по-голям, отколкото могат да носят разрушителите УРО от този тип.

## История на разработката
В началото на 1990-те години въоръжените сили на САЩ търсят противодействие на новите заплахи, създадени след края на Студената война и способни да се „впишат“ в коригираните бюджетни разходи. Отговорът на ВМС на САЩ става „Програма за създаване на надводен боен кораб на XXI век“ (на английски: Surface Combatant for the 21st Century) (SC-21). Тя предвижда построяването на разрушител, на който се присвоява обозначението DD-21, а също и на крайцер, известен под шифъра CG-21. Съкращаването на бюджетното финансиране, от ноември 2001 г., водят до това, че програмата SC-21 се трансформира в по-малко амбициозната „Програма за създаване на надводен боен кораб на бъдещето“. Разрушителят DD-21 е преименуван в DD(X); неговото строителство трябва да започне като разрушител от типа „Зумвалт“. Към април 2002 г. проектът DD(X) трябва да стане основата на цяло семейство бойни надводни кораби, в което трябва да влезе и крайцерът CG(X), като приемник на крайцера CG-21. Срокът на служба на крайцерите „Тикондерога“, съставляващ 35 години ще изтече между 2021 и 2029 г., макар те да могат да бъдат и моденизирани; в такъв случай срокът на тяхната служба ще бъде продължен до 40 години.
Въпреки това, през 2010 г., програмата за проектирането на крайцерите от ново поколение е отменена в рамките на Quadrennial Defense Review Флотът на САЩ стига до извода, че размерите и възможностите на разрушителите от типа „Арли Бърк“ серия Flight III са напълно достатъчни, за да могат тези серийни кораби да вземат предполагаемите функции на крайцерите по отношение на противоракетната защита.

## Конструкция
Крайцерите от типа CG(X) биха могли да станат също най-големите кораби от клас разрушител – крайцер УРО за последните 40 години.
Конструктивно, съгласно рисунките, представени на широката общественост от компаниите-разработчици, крайцерът CG(X) представлява класически монокорпусен съд.

## Въоръжение на крайцерите
Установка за вертикален пуск с 200 килийки за противобалистичните зенитни ракети KEI (Kinetic Energy Interceptor). Ракетите се предполага да бъдат разположени в четворните клетки на УВП.
Дължина на всяка ракета KEI – 11,7 м, диаметър – 1 м.

## Планове за строителство
Всичко са планирани за построяване 19 крайцера УРО от типа CG(X).
| Название | Номер | Корабостроителница | Порт на базиране | Поръчан за построяване (план) | Приет на въоръжение (план) | Изваден от състава на флота (план) |  |
| -------- | ----- | ------------------ | ---------------- | ----------------------------- | -------------------------- | ---------------------------------- |  |
| 1        | CG-74 |                    |                  | 2011                          | 2017                       | 2052                               |  |
| 2        | CG-75 |                    |                  | 2013                          | 2019                       | 2054                               |  |
| 3        | CG-76 |                    |                  | 2014                          | 2020                       | 2055                               |  |
| 4        | CG-77 |                    |                  | 2015                          | 2021                       | 2056                               |  |
| 5        | CG-78 |                    |                  | 2015                          | 2021                       | 2056                               |  |
| 6        | CG-79 |                    |                  | 2016                          | 2022                       | 2057                               |  |
| 7        | CG-80 |                    |                  | 2017                          | 2023                       | 2058                               |  |
| 8        | CG-81 |                    |                  | 2017                          | 2023                       | 2058                               |  |
| 9        | CG-82 |                    |                  | 2018                          | 2024                       | 2059                               |  |
| 10       | CG-83 |                    |                  | 2018                          | 2024                       | 2059                               |  |
| 11       | CG-84 |                    |                  | 2019                          | 2025                       | 2060                               |  |
| 12       | CG-85 |                    |                  | 2019                          | 2025                       | 2060                               |  |
| 13       | CG-86 |                    |                  | 2020                          | 2026                       | 2061                               |  |
| 14       | CG-87 |                    |                  | 2020                          | 2026                       | 2061                               |  |
| 15       | CG-88 |                    |                  | 2021                          | 2027                       | 2062                               |  |
| 16       | CG-89 |                    |                  | 2021                          | 2027                       | 2062                               |  |
| 17       | CG-90 |                    |                  | 2022                          | 2028                       | 2063                               |  |
| 18       | CG-91 |                    |                  | 2022                          | 2028                       | 2063                               |  |
| 19       | CG-92 |                    |                  | 2023                          | 2029                       | 2064                               |  |

## Коментари
1. ↑  Буквите показват принадлежността към определен класː ВВ – линкор, СС, CL, СА – съответно линеен, лек или тежък крайцер, CV – самолетоносач, DD – разрушител, SS – подводница и т.н.